# ABC 토요 나이트 드라마
ABC 토요 나이트 드라마(일본어: 土曜ナイトドラマ)는 TV 아사히 계열에서 매주 토요일의 드라마이다.

## 작품 소개
- 《여자와 남자와 이야기》, 《여자와 남자와 이야기 II》, 《여자와 남자와 이야기 III》
- 《친잔소 호텔》
- 《17살 여름.》
- 《사람이 살의를 품는 때》
- 《사랑하는 베트남~종단 1800 킬로의 여행 이야기》
- 《11통의...내지 못했던 러브 레터》
- 《유메엔자카 골동점》
- 《일체 형사》
- 《사쿠라 2호》
- 《H-code~사랑스런 현상금 사냥꾼~》
- 《학문의 권유》
- 《첫사랑 net.com~잊을 수없는 사랑의 노래~》
- 《환영~겐에이~》